# 沈卫国
沈卫国（1952年12月—），男，汉族，浙江湖州人，中华人民共和国政治人物。安徽财贸学院（现安徽财经大学）财政金融系财政金融专业毕业，大学学历，经济学学士，高级经济师。

## 生平
1968年11月参加工作，1985年10月加入中国共产党。历任安徽省财政厅办公室主任、处长、副厅长，省地税局局长；中共池州地委副书记、行政公署专员，池州市委副书记、市长；芜湖市委副书记、代市长、市长；省发展和改革委员会主任等职。
2012年2月被补选为安徽省人大常委会副主任。2016年2月，辞去安徽省人大常委会副主任职务。